# أليكسي بيلكين
أليكسي بيلكين هو لاعب كرة قدم كازاخستاني في مركز حراسة المرمى، ولد في 25 نوفمبر 1981 في موسكو في روسيا. لعب مع توربيدو موسكو وتوم تومسك ونادي أستانا.

## وصلات خارجية
- أليكسي بيلكين على موقع قاعدة بيانات كرة القدم.إي يو (الإنجليزية)
- أليكسي بيلكين على موقع Soccerway.com (الإنجليزية)